# Бенстити, Фарид
Фарид Бенстити (фр. Farid Benstiti; род. 16 января 1967, Лион) — французский футболист, полузащитник, футбольный тренер.

## Биография
В начале игровой карьеры выступал во втором дивизионе Франции за «Олимпик Лион», провёл 18 матчей. Победитель второго дивизиона 1988/89. Позднее играл во втором дивизионе за «Серкль Дижон» и за ряд клубов низших лиг, в том числе в третьем дивизионе Бельгии за «Авенир Лембек» и на Реюньоне за «ЮС Камбюстон» (Сен-Андре). В 33-летнем возрасте завершил карьеру.
В качестве тренера работал с женскими командами. В 2001 году возглавил клуб высшего дивизиона Франции «Лион» (с 2004 года — «Олимпик Лион») и вывел его на лидирующие позиции во французском футболе. В 2007—2010 годах команда четырежды подряд побеждала в национальном чемпионате, а в 2010 году стала финалистом Лиги чемпионов, где уступила в серии пенальти немецкой «Турбине». По окончании сезона 2009/10 тренер оставил свой пост.
В сентябре 2011 года назначен тренером женской сборной России. Несколько месяцев спустя, одновременно с работой в сборной, возглавил клуб «Россиянка» и привёл его к победе в чемпионате России сезона 2011/12. В июле 2012 года оставил оба поста по личным причинам и вернулся во Францию.
В 2012—2016 годах тренировал женскую команду ПСЖ, четырежды становился вице-чемпионом Франции, в 2014 году — финалистом Кубка страны и в 2015 году — финалистом Лиги чемпионов. В 2017—2019 годах работал в Китае с женской командой «Далянь Цюаньцзянь». В 2020 году возглавил американский женский клуб из Сиэтла, который был приобретён владельцами «Лиона» и переименован в «ОЛ Рейн».

## Достижения (как тренер)
- Чемпион Франции: 2007, 2008, 2009, 2010
- Вице-чемпион Франции: 2003, 2004, 2013, 2014, 2015, 2016
- Чемпион России: 2012
- Чемпион Китая: 2017, 2018
- Финалист Лиги чемпионов: 2010, 2015